# NGC 5630
NGC 5630 је спирална галаксија у сазвежђу Волар која се налази на NGC листи објеката дубоког неба.
Деклинација објекта је + 41° 15' 29" а ректасцензија 14h 27m 36,5s. Привидна величина (магнитуда) објекта NGC 5630 износи 13,0 а фотографска магнитуда 13,6. Налази се на удаљености од 33,620 милиона парсека од Сунца. NGC 5630 је још познат и под ознакама UGC 9270, MCG 7-30-14, CGCG 220-18, IRAS 14256+4128, PGC 51635.